# Mona Røkke
Pour les articles homonymes, voir Røkke.
Mona Scobie Røkke (née le 3 mars 1940 à Drammen et morte le 13 juillet 2013 à Tønsberg) est une femme politique norvégienne, membre du Høyre. Elle a été ministre de la Justice de 1981 à 1985.
Mona Røkke a reçu l’ordre de Gediminas en 2000 et était commandeur de l’ordre de Saint-Olaf depuis 2005.